# Epidapus echinatum
Epidapus echinatum är en tvåvingeart som beskrevs av Werner Mohrig och Kozanek 1992. Epidapus echinatum ingår i släktet Epidapus och familjen sorgmyggor.
Artens utbredningsområde är Nordkorea. Inga underarter finns listade i Catalogue of Life.